# Igreja Matriz da Conceição (Santa Cruz de Tenerife)

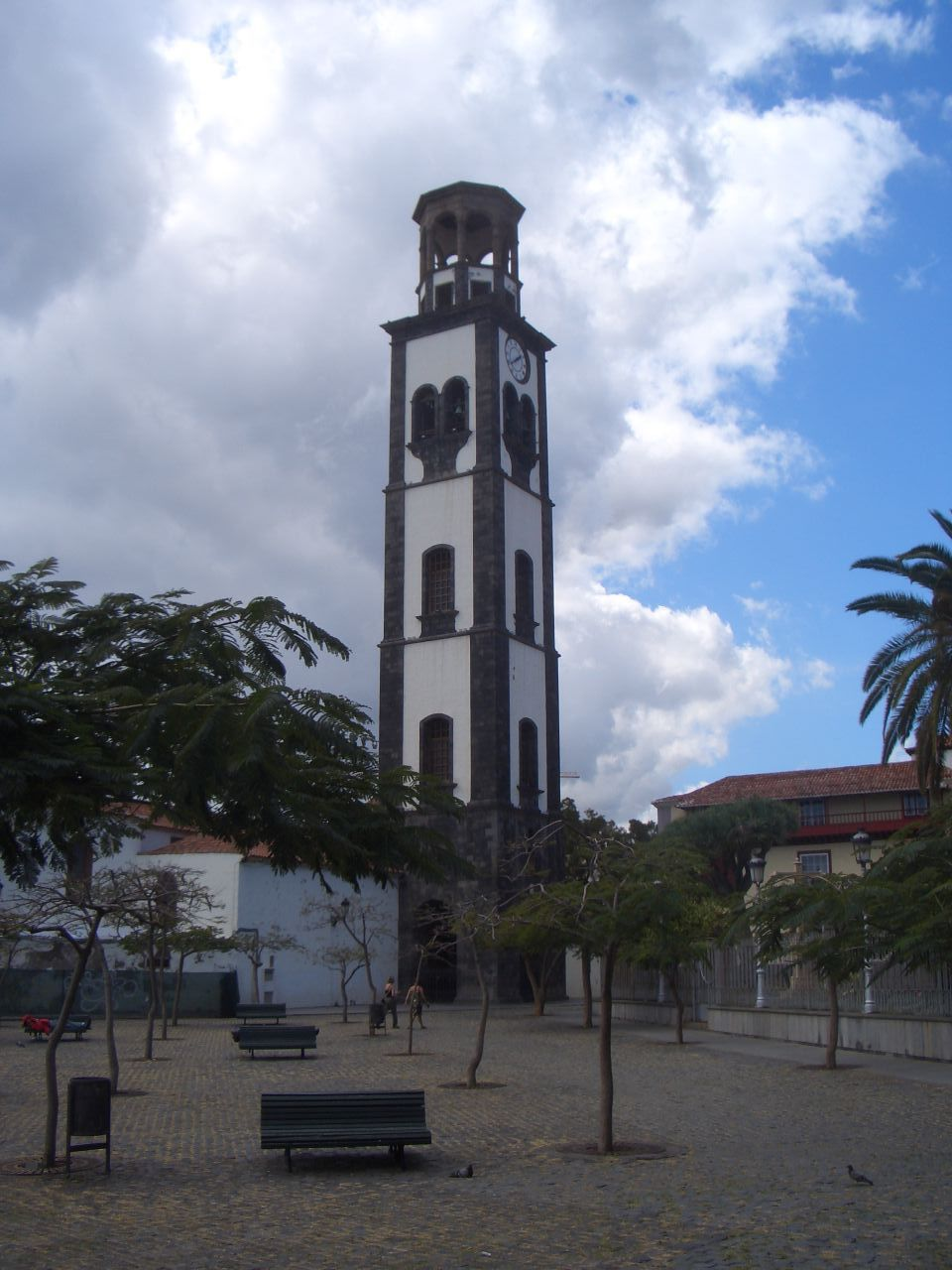
Iglesia de la Concepción

A Iglesia Matriz de la Concepción é a igreja mãe da cidade de Santa Cruz de Tenerife (Ilhas Canárias, Espanha). Ele está localizada na parte antiga da cidade e devido à sua importância é popularmente chamada a "Catedral de Santa Cruz", no entanto, não é uma catedral, a catedral da ilha de Tenerife é a Catedral de La Laguna.
Esta igreja foi construída em 1500 na primeira capela construída pelos conquistadores espanhóis após o desembarque na costa do que mais tarde se tornou a cidade de Santa Cruz de Tenerife. Esta é a única igreja nas ilhas Canárias que tem cinco naves.
Destaca sua alta torre em estilo toscano. No interior encontra-se a cruz com a qual a cidade foi fundada, também existem diferentes imagens religiosas, como Santiago Maior (patrono da cidade) e uma réplica da Virgem da Esperança Macarena da Sevilha.